# Armée des Alpes (Révolution française)
Pour les articles homonymes, voir Armée des Alpes.

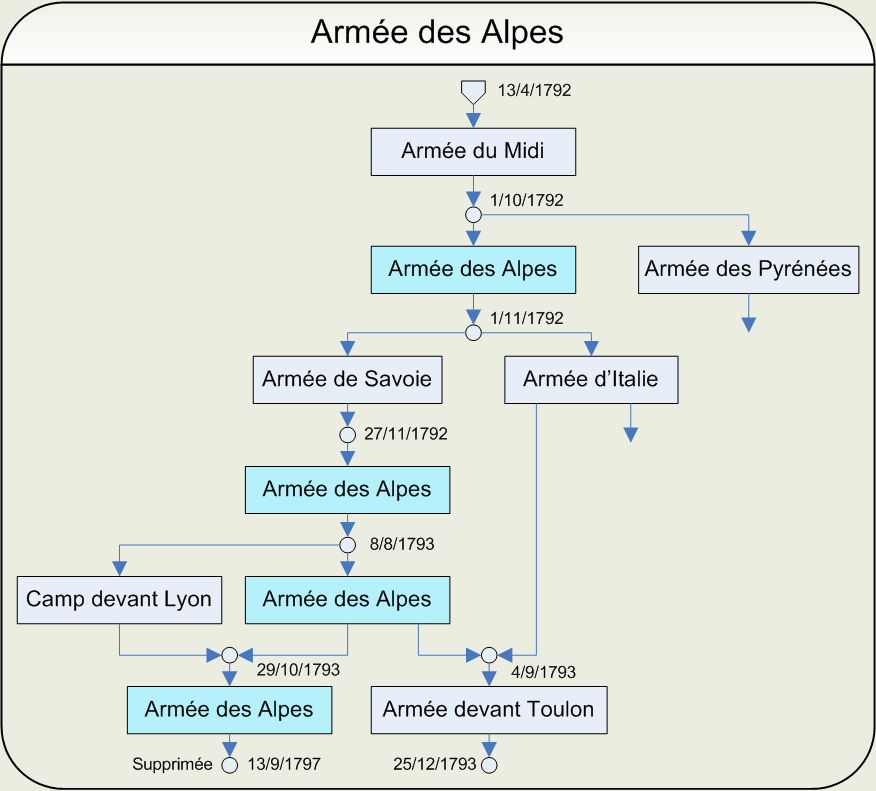
Évolution de l'armée des Alpes.

L’armée des Alpes est une des armées de la Révolution française. Cette dénomination réapparaîtra régulièrement jusqu'à la Seconde Guerre mondiale pour désigner des forces se trouvant face à l'Italie. Ainsi après sa suppression le 13 septembre 1797, il existera de nouveau une armée des Alpes du 27 juillet au 29 août 1799, formation qui sera ensuite dissoute dans l'armée d'Italie.

## Création et évolution
- créée par décret de la Convention du 1er octobre 1792, divisant l'armée du Midi en armée des Alpes et armée des Pyrénées
- par arrêté du Conseil exécutif du 1er novembre 1793, elle est séparée en armée de Savoie et armée d'Italie
- à la suite des décrets des 27 et 29 novembre 1793 portant réunion de la Savoie à la République française sous le nom du département du Mont-Blanc, l'armée de Savoie reprend la dénomination d'armée des Alpes
- divisée en camp devant Lyon et armée des Alpes du 8 août au 29 octobre 1793
- supprimée par arrêté du 21 août 1797 (21 fructidor an V), mis à exécution le 13 septembre. Son arrondissement passe à l'armée d'Italie

## Généraux
Armée des Alpes

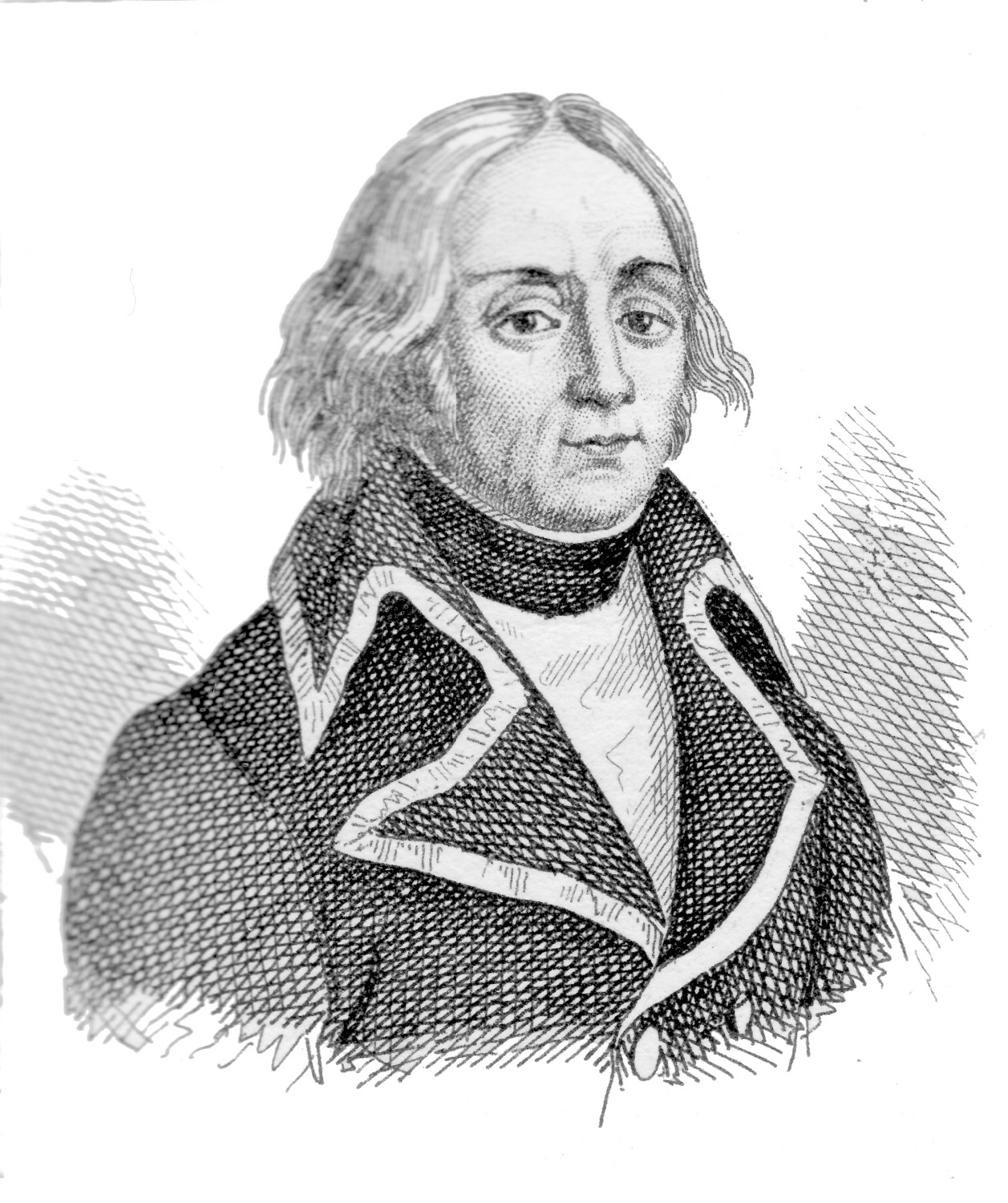
Le Général Kellermann.

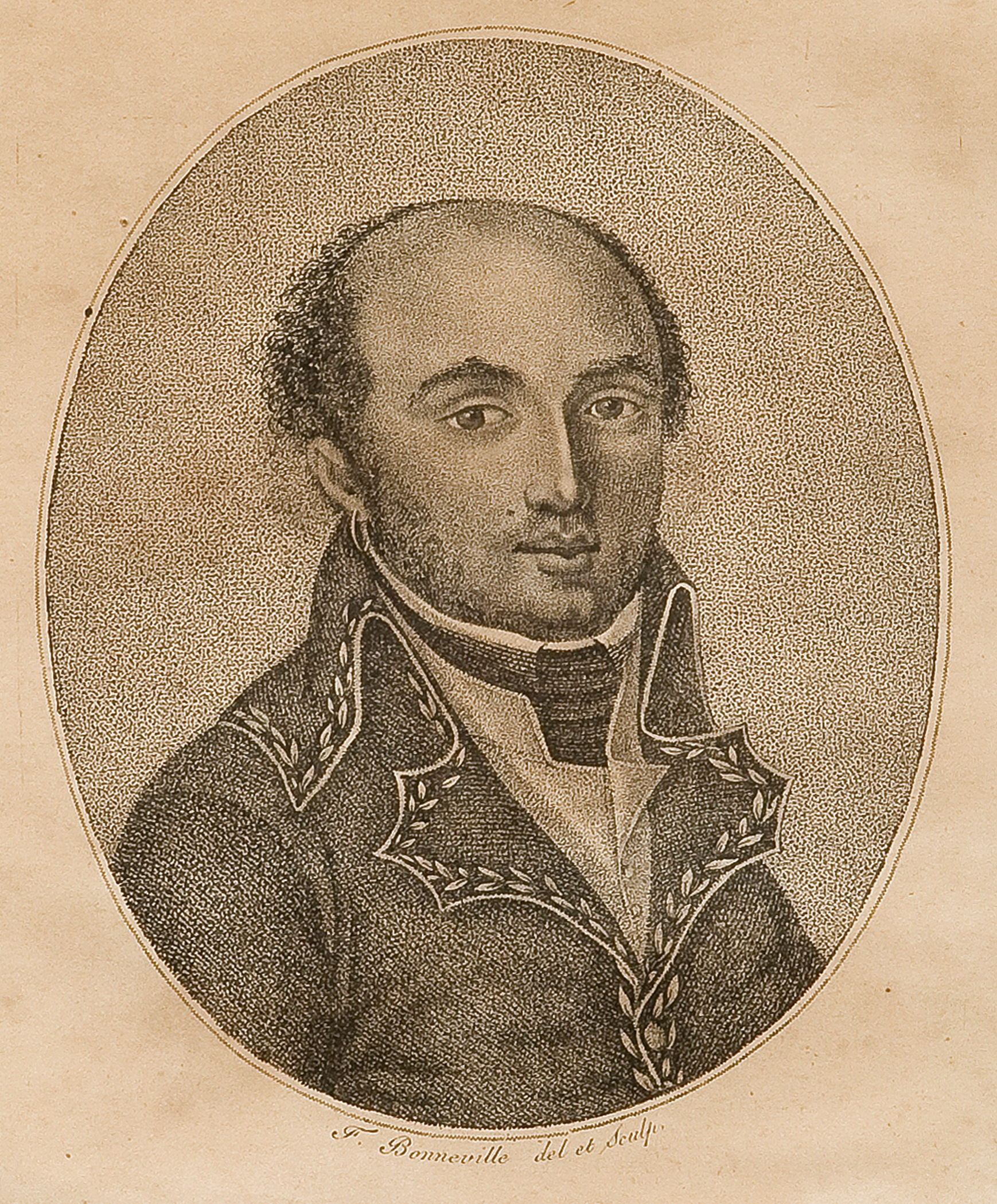
Le Général Dumas.

- du 8 octobre au 6 novembre 1792 : général de Montesquiou-Fézensac

Armée de Savoie
- du 7 au 13 novembre 1792 : général de Montesquiou-Fézensac
- du 13 novembre au 4 décembre, par intérim : général d'Ornac

Armée des Alpes
- du 5 au 24 décembre 1792, par intérim : général d'Ornac
- du 25 décembre 1792 au 5 mai 1793 : général Kellermann
- du 6 mai au 1er juin 1793, par intérim : général d'Ornac
- du 2 juin au 18 octobre 1793 : général Kellermann, avec le commandement supérieur de l'armée d'Italie. Kellermann, à qui les Représentants ont ordre de ne pas communiquer immédiatement l'arrêté qui le destitue, continue de commander sur la frontière jusqu'au 18 octobre. Il est alors arrêté et conduit à Paris.
  - du 2 juin au 2 novembre : le général d'Ornac commande en second l'armée des Alpes
  - Camp devant Lyon :
    - du 8 au 18 août, Kellermann est au siège de Lyon
    - du 19 au 21 août, il visite la frontière et le général Dumuy commande devant Lyon
    - du 22 au 31 août, Kellermann commande devant Lyon
    - le 1er septembre, il va se mettre à la tête des troupes qui défendent la frontière, laissant la division assiégeante aux ordres du général Coustard Saint-Lo
- du 25 septembre au 28 octobre 1793 : général Doppet, qui commande devant Lyon
- du 29 octobre au 17 novembre, provisoirement : général Dours
- du 18 novembre au 22 décembre 1793 : général Carteaux
- du 23 décembre 1793 au 20 janvier 1794, provisoirement : général Pellapra
- 22 décembre 1793 (date de nomination) au 14 octobre 1794 : général A. Dumas, (père d'Alexandre Dumas)
- du 15 octobre au 30 novembre 1794, provisoirement : général Petitguillaume
- du 1er décembre 1794 au 7 octobre 1795 : général Moulin, à partir du 5 avril subordonnément au général Kellermann
- du 5 avril 1795 au 13 septembre 1797 : général Kellermann,  commandant en chef des armées des Alpes et d'Italie jusqu'au 28 septembre 1795. Il visite l'armée des Alpes dans tous ses détails du 5 au 15 avril 1795, puis part pour le quartier général de l'armée d'Italie à Nice.

## Sources
- Chef d'escadron d'état-major Charles Clerget, Tableaux des armées françaises pendant les guerres de la Révolution, sous la direction de la section historique de l'état-major de l'armée, librairie militaire R. Chapelot, Paris, 1905.